# Mary Wollstonecraft
Mary Wollstonecraft (Londra, 27 aprile 1759 – Londra, 10 settembre 1797) è stata una filosofa e scrittrice britannica, considerata la fondatrice del femminismo liberale.
Ebbe una vita relativamente breve e avventurosa: dopo un'adolescenza passata in una famiglia condizionata dalla povertà e dall'alcolismo del padre, si rese indipendente con il proprio lavoro e un'istruzione formata attraverso i suoi studi personali. Visse amicizie di grandi dedizioni ed ebbe relazioni tempestose fino al matrimonio con il filosofo William Godwin, precursore dell'anarchismo. Wollstonecraft mori all'età di 38 anni lasciandosi alle spalle parecchi manoscritti inconclusi. Morì 11 giorni dopo aver dato alla luce la sua seconda figlia, Mary Shelley nota scrittrice e autrice di Frankenstein, famosa opera letteraria che diede origine al genere fantascientifico.
Antesignana del femminismo, Mary Wollstonecraft è nota soprattutto per il suo libro A Vindication of the Rights of Woman, nel quale sostenne, contro la prevalente opinione del tempo, che le donne non sono inferiori per natura agli uomini, anche se la diversa educazione a loro riservata nella società le pone in una condizione di inferiorità e di subordinazione.

## Biografia

### I primi anni
Mary fu la seconda dei sette figli di Elizabeth Dixon ed Edward John Wollstonecraft, un tessitore londinese che lasciò il suo lavoro quando, alla fine della Guerra dei sette anni, erano crollati i prezzi dei tessuti, per trasferirsi nello Yorkshire e investire i suoi risparmi nell'agricoltura: i prodotti agricoli conoscevano un periodo di crescita e possedere terreni era anche segno di distinzione sociale. Non ebbe tuttavia successo, tanto da dover far ritorno a Londra, nel sobborgo di Walworth, dopo aver trascinato la famiglia nella povertà a causa dei suoi fallimenti finanziari, causati anche dalla sua passione per il gioco. Per il resto, fu un uomo che l'inclinazione per l'alcool spingeva a rendersi brutale nei confronti della moglie, tanto che l'adolescente Mary dovette a volte intervenire per difendere la madre. La madre sembra essere stata una tradizionale donna di casa - del resto, i sette figli da crescere e le poche possibilità economiche non le davano alternative - sottomessa al marito e con un debole per il primo figlio maschio.
Il padre morì quando Mary aveva 13 anni.
Due furono le amicizie che ebbero un peso importante nella sua adolescenza. La prima fu quella con una certa Jane Arden, che Mary, quando abitava ancora nello Yorkshire, andava a trovare nella sua casa di Beverley, dove insieme leggevano i libri consigliati loro dal padre della Arden. Mary intendeva l'amicizia come qualcosa di possessivo, come scrisse lei stessa a Jane: «Io mi sono formata una nozione romantica dell'amicizia [...] ho un'idea piuttosto singolare dell'amore e dell'amicizia: io devo avervi il primo posto oppure nessuno».
Il secondo, intenso rapporto di amicizia, fu quello sviluppato con Fanny Blood, conosciuta, quando Mary era tornata a vivere a Londra, attraverso i Clares, una coppia di Hoxton che assunsero quasi il ruolo di genitori per Mary. La Wollstonecraft affermò che la Blood ebbe il grande merito di averle aperto la mente sulle cose della vita e sul mondo. La precarietà della sua esistenza in famiglia, costretta a diversi spostamenti per l'Inghilterra seguendo il padre in cerca di una fortuna che non raggiunse mai, non avevano permesso a Mary di conseguire un'istruzione regolare e solida. Grazie all'amica Fanny Blood, ebbe modo di entrare in contatto con alcuni circoli intellettuali della società londinese, che stimolarono i suoi interessi culturali. Lasciò allora la casa paterna e s'impiegò come dama di compagnia di Sarah Dawson, una vedova di Bath, nel Somerset, un lavoro che le diede l'occasione di apprendere usi e costumi della «buona società» mentre nello stesso tempo cercava di procurarsi un'istruzione, studiando da autodidatta.
L'irascibile signora Dawson le rese però la vita difficile - quell'esperienza sarà in parte descritta nel 1787 nei suoi Thoughts on the Education of Daughters - finché nell'autunno del 1780 la malattia della madre la costrinse a tornare nella casa paterna, dove rimase fino alla morte della madre, avvenuta nell'aprile del 1782. Nella casa di famiglia rimasero il fratello maggiore Edward con le due sorelle Eliza ed Everina, il padre si risposò con una domestica andando a vivere nel Galles e Mary, che si guardò bene dal tornare a lavorare dalla Dawson, si trasferì a Fulham, in casa dell'amica Fanny Blood, dove furono raggiunte nel 1784 dalla sorella Elizabeth e dal figlio appena nato, dopo il suo divorzio dal marito avvenuto dopo un solo anno di matrimonio.

### L'indipendenza

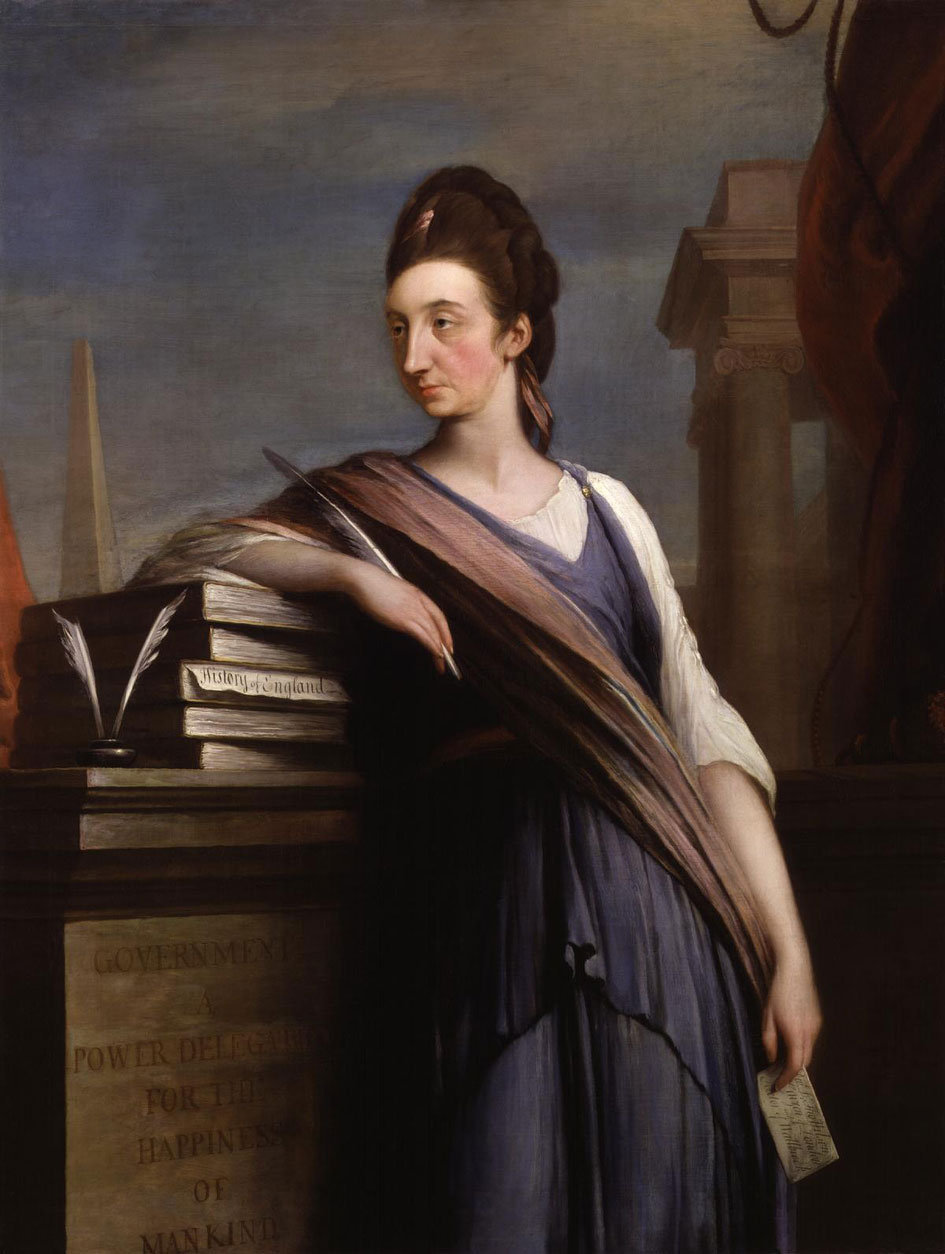
Robert Pine: Catharine Macaulay, 1775

Le due sorelle e Fanny Blood fondarono una scuola nel quartiere londinese di Islington; l'iniziativa non ebbe alcun successo e la scuola dovette essere chiusa; ritentarono aprendo un'altra scuola nel vicino sobborgo di Newington Green, ma per una serie di avvenimenti dovettero ancora una volta abbandonare l'impresa. Infatti, in agosto morì il figlio di Elizabeth e alla fine dell'anno Fanny, malata di tisi, accettò di sposare un vecchio amico che si era trasferito per lavoro a Lisbona, poiché i medici sostenevano che i climi caldi erano propizi alla guarigione, e Fanny Blood lo seguì in Portogallo. La gravidanza che ne seguì si rivelò difficile e Mary volle raggiungere l'amica per assisterla, ma fu tutto inutile: nel novembre del 1785 Fanny e il figlio morirono.
Tornata a Newington Green, Mary chiuse la scuola e si mise a scrivere i Thoughts on the education of daughters, with the reflections on female conduct, in the more important duties of life, che è un primo abbozzo del suo futuro e più importante libro, A Vindication of the Rights of Woman. È una critica dell'educazione inadeguata che la società riserva alle donne, che vengono rese incapaci di affrontare i più difficili problemi della vita, emarginate «in un ruolo ridicolo e dannoso», come scriveva lei stessa recensendo le Letters on Education with Observations on Religious and Metaphysical Subjects  di Catharine Macaulay, una scrittrice da cui Mary ammette di dipendere.
Avendo necessità di guadagnarsi da vivere, accettò un impiego di educatrice delle figlie di lord Kingsborough, un proprietario terriero irlandese. In Irlanda e a Bristol, dove i Kingsborough passavano l'estate, trascorse un anno, lesse Rousseau e scrisse il romanzo autobiografico Mary, a Fiction, che incorpora molte tematiche romantiche come l'importanza della fantasia, il sentimento religioso, il viaggio come occasione di crescita morale, il tutto affrontato con una scrittura disadorna e realistica.
Licenziata nell'agosto del 1787 per contrasti con lady Kingsborough, Mary andò a Londra e trovò un impiego nel mensile «Analytical Review» dell'editore e libraio Joseph Johnson, che pubblicò il suo romanzo: nel club progressista londinese «Johnson's Circle» conobbe esponenti dell'intellettualità radicale, come Thomas Paine, sostenitore del diritto di voto alle donne, la femminista Anna Barbauld, William Godwin, i pittori William Blake e Heinrich Füssli. Nel 1788 pubblicò le Original Stories from Real Life; with Conversations Calculated to Regulate the Affections, and Form the Mind to Truth and Goodness, un libro per l'infanzia che fu illustrato da William Blake, e tradusse dal tedesco il Moralisches Elementarbuch di Salzmann, pubblicato da Johnson nel 1790 con il titolo Elements of Morality, for the Use of Children.

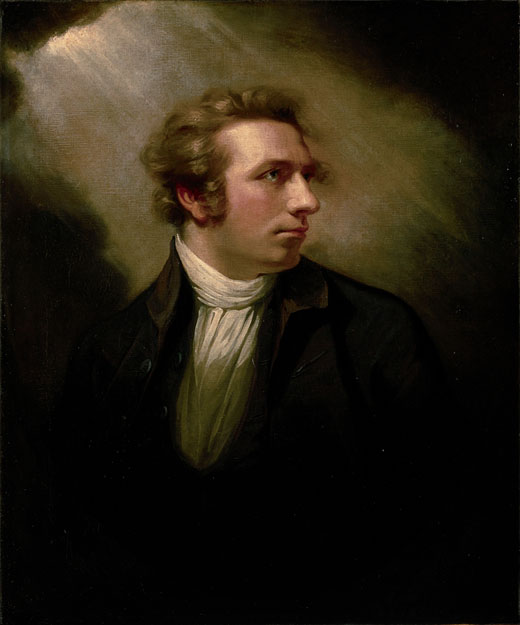
James Northcote: Heinrich Füssli, 1778

Il suo lavoro presso la casa editrice Johnson le permise la conoscenza diretta del pensiero dei maggiori intellettuali europei, traducendo articoli degli illuministi d'Alembert, Diderot, d'Holbach, Voltaire, Rousseau. Di quest'ultimo criticò in un articolo la sua concezione del ruolo della donna espressa nell'Émile: Rousseau aveva scritto che i doveri delle donne, «in tutti i tempi» e da inculcare con l'educazione fin dall'infanzia, consistevano nel «piacere agli uomini ed essere loro utili, farsi amare e stimare da loro, educarli da giovani, assisterli da grandi, consigliarli, confortarli, render loro piacevole la vita».
Come Mary scriverà nella Vindication, Rousseau non concepisce che una donna possa essere indipendente, ma pretende di trasformarla «in una schiava tutta civetteria per diventare un più seducente oggetto di desiderio, una compagna più dolce per l'uomo ogni volta che questi desideri svagarsi. Si spinge addirittura ad affermare che la verità e la forza d'animo, le pietre angolari di ogni virtù umana, dovrebbero essere coltivate entro certi limiti, perché per ciò che concerne il carattere femminile, la virtù più importante è l'ubbidienza [...] Che sciocchezza!».
Il 1789 è l'anno d'inizio della Rivoluzione francese, accolta in Inghilterra con soddisfazione negli ambienti progressisti e con ostilità o preoccupazione in quelli conservatori e reazionari. A questi ultimi apparteneva Edmund Burke, che nel 1790 diede alle stampe le sue critiche Reflections on the Revolution in France alle quali la Wollstonecraft rispose con la propria A Vindication of the Rights of Men in forma di lettera indirizzata allo stesso Burke. Insieme con i Rights of Men del Paine, usciti nel 1791, fu la più popolare rivendicazione dei moderni diritti civili che fosse allora pubblicata in Inghilterra: naturalmente, Mary sperava che di questi diritti avessero potuto godere anche le donne. Fu così che a quel libro fece seguire nel 1792 il suo capolavoro, A Vindication of the Rights of Woman.
Intanto Mary aveva allacciato una relazione con il pittore Heinrich Füssli, che era tuttavia già sposato con Sophia Rawlins: attratta, come scrisse, dalla «grandezza della sua anima, dalla vivacità del suo spirito e dalla simpatia ispirata dalla sua personalità», giunse a proporgli una convivenza a tre, naturalmente respinta dalla moglie che impose al marito la rottura della relazione con Mary.

### In Francia

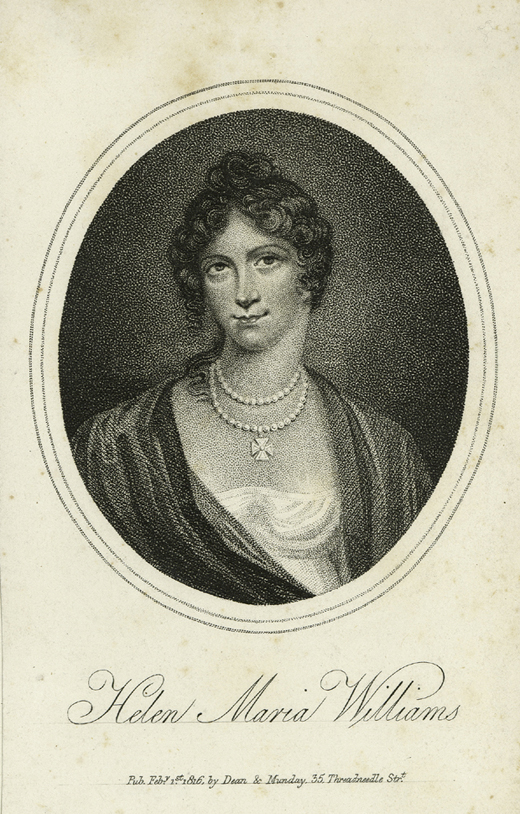
Helen Maria Williams

La Wollstonecraft partì nel dicembre 1792 per Parigi, dove già risiedeva una piccola colonia di inglesi, come Helen Maria Williams, appassionati alle straordinarie vicende della Rivoluzione in corso. A Parigi conobbe anche un avventuriero, Gilbert Imlay, già fuggito in Inghilterra dagli Stati Uniti per sottrarsi ai creditori, del quale s'innamorò sinceramente, intanto che questi intendeva vivere una semplice avventura. Quando la Gran Bretagna, nel 1793, si unì alla Prussia e all'Austria nella guerra contro la Francia, l'americano Imlay fece passare Mary per sua moglie, in modo da evitare a lei, cittadina inglese, possibili sospetti di spionaggio, come era avvenuto a Thomas Paine e alla Williams.
I due si trasferirono a Le Havre dove, rimasta incinta, il 14 maggio 1794 le nacque una bambina che chiamò Fanny, in ricordo della sua amica Fanny Blood. Mary continuò a scrivere sotto le tragiche impressioni della Rivoluzione in corso - aveva vissuto in quegli anni la guerra, il Terrore e la caduta di Robespierre - e a Le Havre terminò il suo nuovo libro, An Historical and Moral View of the French Revolution, pubblicato a Londra in dicembre.
Imlay si allontanava spesso da lei, con la necessità o il pretesto di dover viaggiare per affari, provocando la sua reazione in lettere spesso disperate. In una gli scrisse: «Mi potrai rendere infelice, ma non riuscirai a rendermi spregevole ai miei occhi». Nel 1795, insieme con la figlia e una bambinaia, fecero un viaggio in Danimarca, in Norvegia e in Svezia - Mary descrisse quell'esperienza nelle sue Letters written during a short residence in Sweden, Norway and Denmark, pubblicato nel 1796 - alla fine del quale avvenne la definitiva rottura con Gilbert Imlay. Mary tornò allora a Londra: in preda a una grave depressione, un giorno cercò di suicidarsi gettandosi nel Tamigi, ma fu salvata.

### Gli ultimi anni

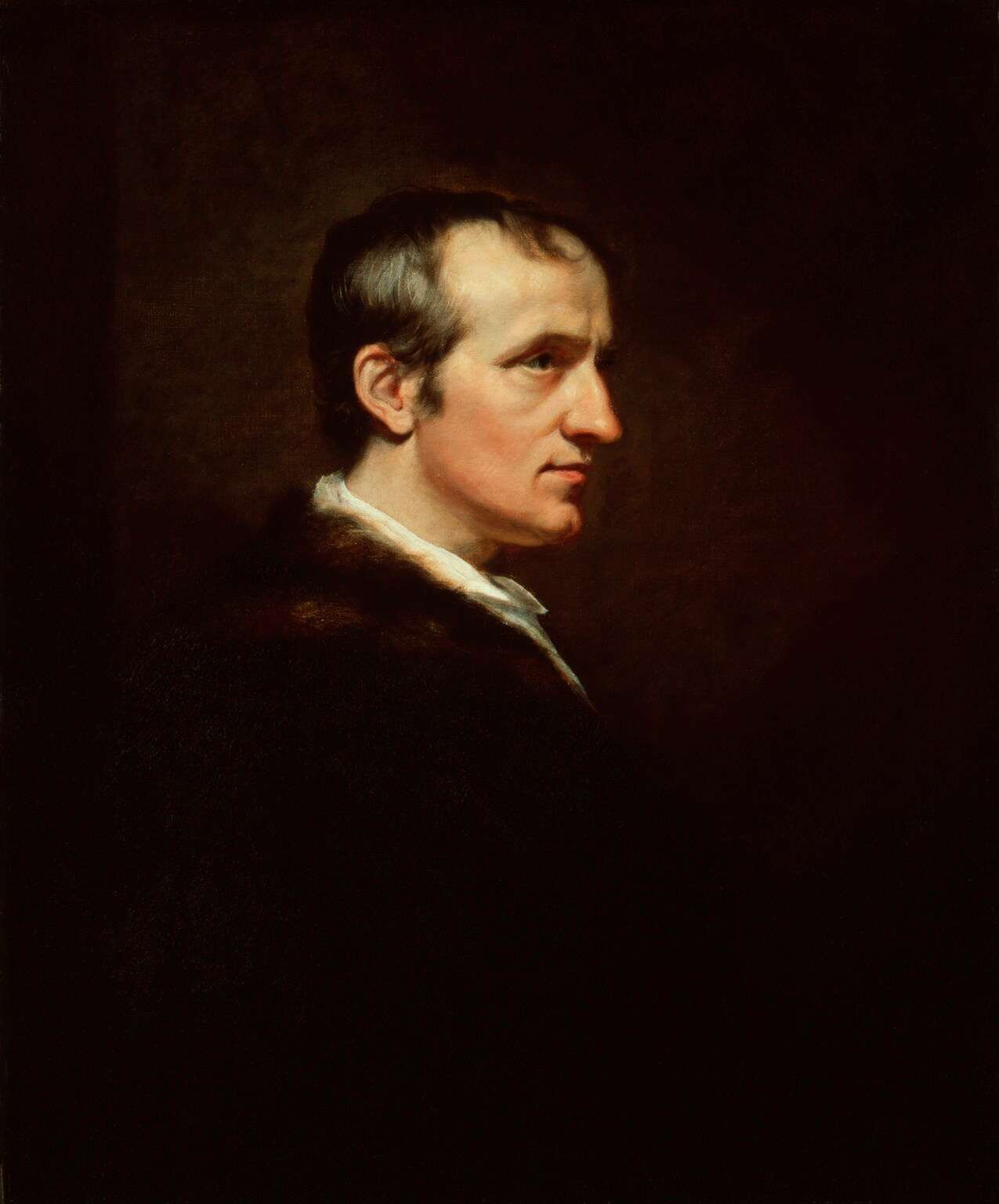
James Northcote, William Godwin, 1802

La Wollstonecraft finì per liberarsi della depressione e tornò a lavorare nella Casa editrice Johnson e a frequentare il vecchio circolo intellettuale dove erano presenti, in particolare, Mary Hays, Elizabeth Inchbald, Sarah Siddons e dove ritrovò William Godwin. Questi aveva letto le sue Letters written in Sweden, Norway, and Denmark, e aveva commentato che quello «era un libro che poteva far innamorare un lettore della sua autrice. Parla dei suoi dolori, in un modo che ci riempie di malinconia, e ci scioglie l'animo in tenerezza, e al tempo stesso ci rivela un genio che esige tutta la nostra ammirazione».
Fra di loro iniziò una relazione e decisero di sposarsi dopo che Mary rimase incinta. Il fatto che Mary fosse una «madre nubile» e che si sposasse quando già aspettava un bambino, poteva scandalizzare la società dell'epoca, non certo Godwin che non a caso, nel suo scritto Political Justice, si era dichiarato favorevole all'abolizione dell'istituto matrimoniale. Si sposarono soltanto per far cessare, per quanto possibile, i pettegolezzi: infatti, dopo il matrimonio celebrato il 29 marzo 1797, andarono ad abitare in due case adiacenti, in modo da conservare ciascuno la propria indipendenza.
La loro unione durò pochi mesi: il 30 agosto 1797 Mary Wollstonecraft diede alla luce la sua seconda figlia, Mary, la nota futura scrittrice, ma le conseguenze del parto furono fatali alla madre, che morì il 10 settembre di setticemia. Il marito scrisse al suo amico Thomas Holcroft: «credo fermamente che non esistesse una donna eguale a lei al mondo. Eravamo fatti per essere felici e ora non ho la minima speranza di esserlo mai più». Fu sepolta nella chiesa di St Pancras, e successivamente i suoi resti, insieme con quelli di William Godwin, furono traslati nel cimitero di Bournemouth.

## Gli scritti

### I «Pensieri sull'educazione delle figlie»

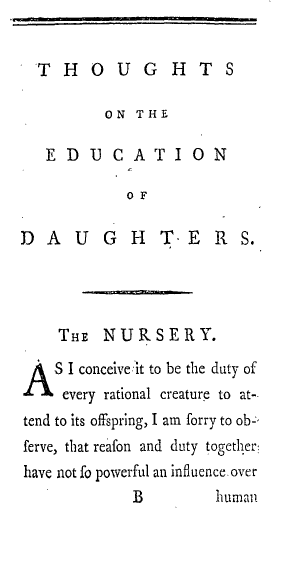
Thoughts on the education of daughters, 1787

I Thoughts on the education of daughters: with reflections on female conduct, in the more important duties of life (Pensieri sull'educazione delle figlie: con riflessioni sul comportamento delle donne, nei doveri più importanti della vita) è il primo scritto di Mary Wollstonecraft, pubblicato nel 1787 dall'amico editore Joseph Johnson. L'opera è un manuale di comportamento che presenta dei consigli sull'educazione femminile indirizzati in particolare all'emergente classe media britannica. Benché dominato dalle questioni attinenti alla moralità e il galateo, il testo contiene istruzioni di base per l'educazione delle bambine fino alle cure da riservare ai neonati.
I manuali britannici sul comportamento pubblicati nel XVIII secolo derivano dalla più antica tradizione letteraria dei consigli e dei precetti religiosi. Nella seconda metà del secolo vi fu un impetuoso sviluppo di tali pubblicazioni, nel quale s'inserì anche il libro della Wollstonecraft, che tuttavia ebbe un modesto successo: ottenne una sola recensione e venne ristampato soltanto una volta, a parte la pubblicazione di alcuni estratti in riviste popolari dell'epoca. Fu poi ripubblicato negli anni Settanta del XX secolo, sull'onda dello sviluppo femminista in Europa e dell'interesse per la storia di questo movimento.
Come altri manuali del genere, questi pensieri si adattano allo spirito e alle esigenze della classe media e piccolo-borghese. Si incoraggiano le madri a insegnare alle figlie la riflessione critica, l'autodisciplina, i valori dell'onestà, dello spirito di adattamento e del savoir faire, utili a conseguire un corretto rapporto con le circostanze della vita. Questi consigli di buon senso mostrano la loro derivazione dal pensiero di John Locke, pur con una maggiore importanza accordata alla fede religiosa e ai sentimenti innati. Il loro scopo sta nell'insegnare alle ragazze a diventare donne e madri che sappiano essere utili e a loro agio in un mondo di adulti, dando così un efficace apporto al buon andamento della società. Si comprende come la funzione essenzialmente domestica che la scrittrice assegna alle donne collochi questo libro ancora lontano dalle posizioni più mature e significative assunte dalla Wollstonecraft.

### La «Rivendicazione dei diritti degli uomini»

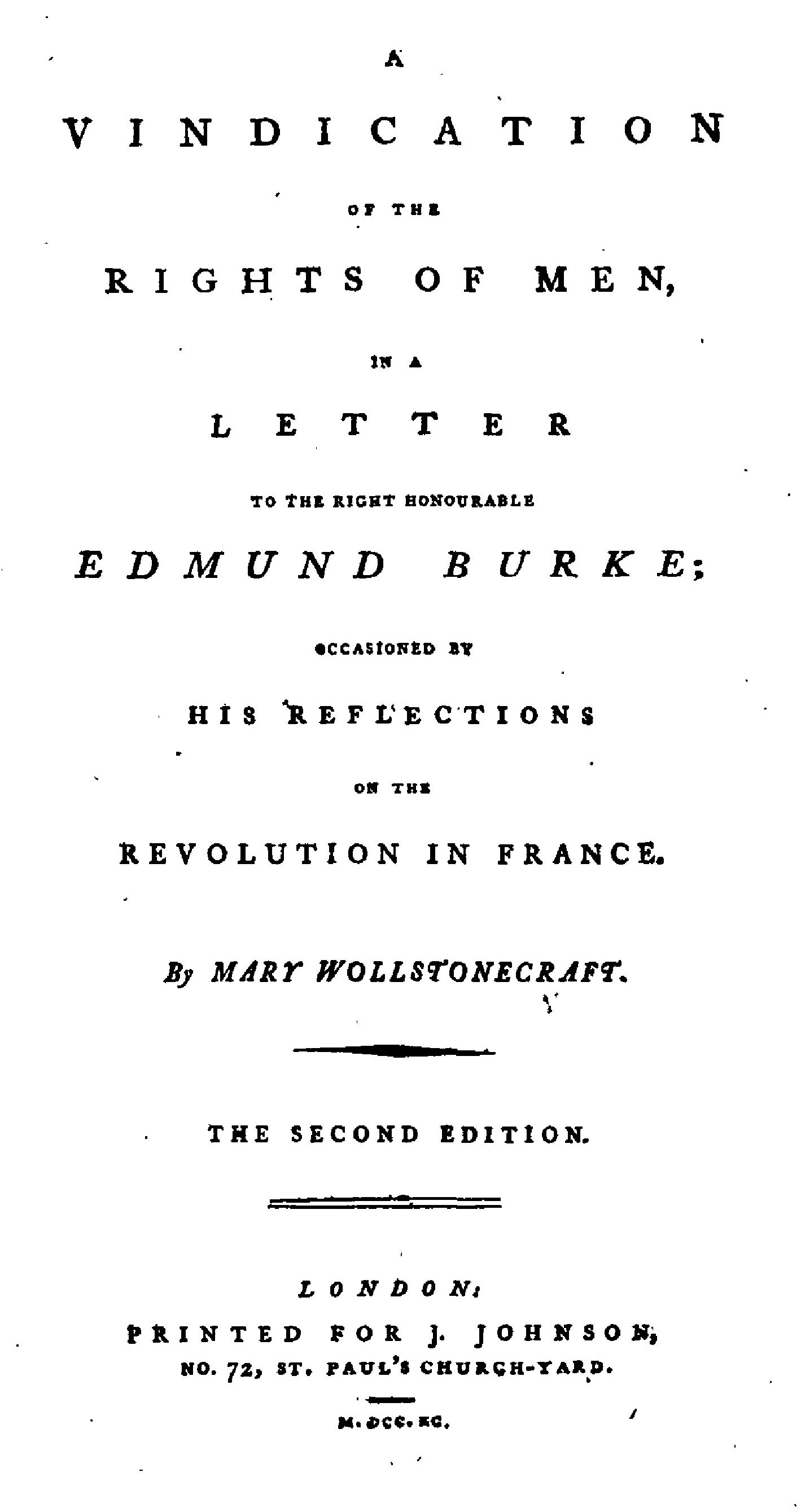
A Vindication of the Rights of Men, 1790

Pubblicato nel 1790 come risposta alle Riflessioni sulla Rivoluzione francese di Edmund Burke, il quale aveva difeso, contro le pur moderate riforme liberali introdotte in Francia nel primo periodo della Rivoluzione, la monarchia britannica, l'aristocrazia e la Chiesa d'Inghilterra, A Vindication of the Rights of Men della Wollstonecraft rappresenta invece un attacco ai privilegi nobiliari e una difesa del regime repubblicano, e si unisce al coro dei difensori della Rivoluzione - tra i quali vi è Thomas Paine con i suoi Rights of Man - contro l'opposto schieramento degli oppositori conservatori e reazionari.
In un passo delle sue Reflections, Burke scriveva: «Io pensavo che diecimila spade si sarebbero sguainate per vendicare anche un solo sguardo insolente nei confronti di Maria Antonietta. Ma l'età della cavalleria è passata». La teatralità dell'immagine burkiana, conseguente delle sue idee estetiche espresse già nel 1756 nello scritto A Philosophical Enquiry into the Origin of Our Ideas of the Sublime and Beautiful, viene stigmatizzata dalla Wollstonecraft: Burke aveva associato l'idea del bello con quella della debolezza e della femminilità, mentre aveva identificato l'idea del sublime con quella della forza e della virilità. Wollstonecraft gli ritorce quelle definizioni, sostenendo che tali descrizioni teatrali rendono i lettori delle femminucce infiacchite e lo accusa di difendere una società inegualitaria fondata anche sull'emarginazione delle donne.
Difendendo le virtù repubblicane, la Wollstonecraft invoca l'etica della classe media in opposizione ai viziosi codici di comportamento dell'aristocrazia. Illuministicamente, ella crede nel progresso e deride il Burke per il suo attaccamento ai vecchi costumi e alle antiche tradizioni: se infatti si fosse sempre rimasti fedeli alle più antiche tradizioni, per conseguenza si dovrebbe tuttora essere favorevoli perfino all'antichissimo sistema della schiavitù. Ella contrappone all'esaltazione dei valori feudali fatta dal Burke l'immagine borghese dell'idillica vita di campagna, nella quale ogni famiglia conduca la propria esistenza in una fattoria, soddisfacendo i propri bisogni con un lavoro semplice e onesto. Questa visione della società le appare l'espressione di sentimenti sinceri, di contro ai sentimenti fittizi sui quali si fonderebbe la visione reazionaria del Burke.
Rights of Men è il primo libro apertamente politico della Wollstonecraft, così come è la sua prima opera femminista: «sembra che nell'atto di scrivere l'ultima parte dei Rights of Men, ella scopra il soggetto che occuperà il resto della sua carriera».

### La «Rivendicazione dei diritti della donna»

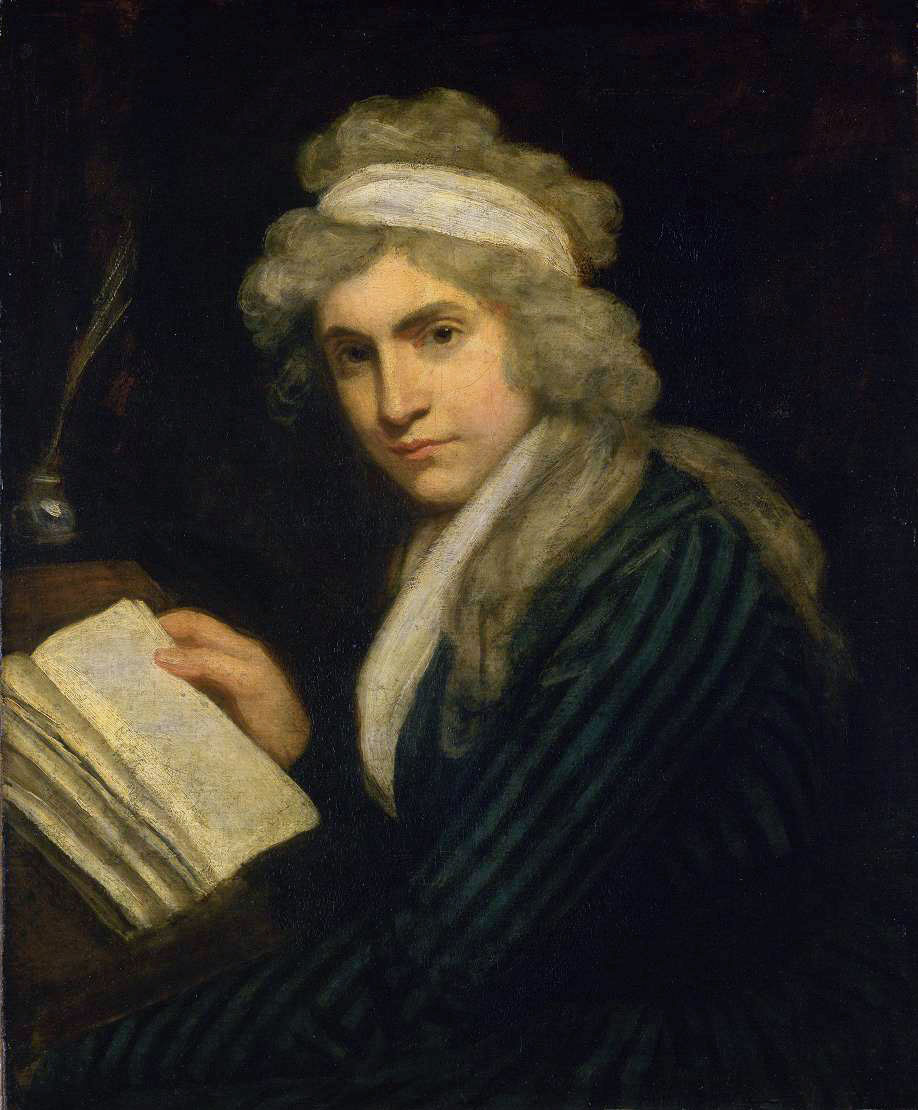
John Opie: Mary Wollstonecraft, 1791

La Rivendicazione dei diritti della donna (A Vindication of the Rights of Woman) è l'opera più importante della Wollstonecraft, sviluppo conseguente dei precedenti Rights of Men e uno dei primi scritti di filosofia femminista.
Wollstonecraft vi afferma che le donne devono ricevere un'educazione alla misura della posizione occupata nella società, specificando che tutte le donne sono essenziali per la nazione nella quale vivono, dal momento che educano i loro figli e sono - o potrebbero essere - le «compagne» dei loro mariti e non semplicemente delle spose.. Invece di considerare le donne una sorta di ornamento della società e un oggetto di mercato in occasione del matrimonio, esse sono, in quanto esseri umani, titolari degli stessi diritti fondamentali riconosciuti agli uomini. A questo proposito, la Wollstonecraft polemizza vivacemente con James Fordyce, con John Gregory e con Jean-Jacques Rousseau, che negano che le donne abbiano tale diritto all'educazione; Rousseau, nell'Émile (1762) sosteneva infatti che le donne avrebbero dovuto essere educate in modo da piacere all'uomo.
Wollstonecraft riconosce l'esistenza, ai suoi tempi, di molte donne sciocche e superficiali, ma non a causa di una loro innata deficienza di spirito, bensì proprio a motivo dell'esclusione da una corretta educazione cui sono state soggette. Scrive: «Istruite fin dall'infanzia che la bellezza è lo scettro della donna, il loro spirito prende la forma del loro corpo e viene chiuso in questo scrigno dorato, ed essa non fa che decorare la sua prigione», rilevando come, senza tali incoraggiamenti a concentrare ogni loro cura sull'aspetto esteriore, esse potrebbero raggiungere ben altri traguardi.

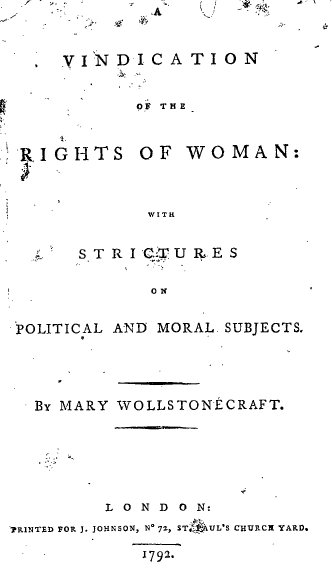
A Vindication of the Rights of Woman

Pur facendo continui richiami all'eguaglianza tra i sessi, in certi campi, come la morale, la Wollstonecraft non pretende che esista un'analoga eguaglianza. Ella insiste piuttosto sull'eguaglianza agli occhi di Dio, in contrasto, sembra, con le sue affermazioni al riguardo della superiorità della forza e dell'ardimento maschile. Scrive: «Io non ne concludo di desiderare un rovesciamento dell'ordine delle cose, avendo già concesso che, dalla costituzione fisica, gli uomini sembrano essere stati concepiti dalla Provvidenza per raggiungere un grado più elevato di valore. Parlo collettivamente nell'insieme dei sessi e non vedo l'ombra di ragione per concludere che le virtù dei due sessi devono differire tra loro, pur avendo riguardo alla loro differente natura. In effetti, come potrebbero differire, se la virtù non si presenta che sotto una specie eterna? Ragionando di conseguenza, devo dunque sostenere con vigore che entrambi hanno un eguale e semplice orientamento, come quello dell'esistenza di Dio». Queste ambigue considerazioni riguardo all'eguaglianza dei sessi rendono difficile classificare la Wollstonecraft una femminista moderna, a prescindere dal fatto che i termini femminista e femminismo appaiono solo alla fine del XIX secolo.
Una delle critiche più acri espresse dalla Wollstonecraft riguarda la falsa ed eccessiva sensibilità femminile: ella nota che le donne che finiscono per soccombere al dominio della sensibilità vengono «trasportate da ogni soffio dei loro sentimenti», ed essendo «preda dei sensi», non possono più pensare razionalmente. Tali donne fanno del male a sé stesse e alla società tutta, non contribuendo ad affinarne lo sviluppo civile - un'idea, questa, molto diffusa a quel tempo - ma possono perfino contribuire a danneggiarla. La Wollstonecraft non pretende che ragione e sentimento debbano essere nettamente separati, ma al contrario ritiene che debbano agire di concerto, in modo però che la ragione non si lasci sopraffare dal sentimento.
La Wollstonecraft stabilisce nella Vindication anche un progetto educativo: nel capitolo On National Education, sostiene che tutti i bambini dovrebbero essere educati sia nella country day school che in casa, «al fine di ispirare l'amore del focolare e dei piaceri domestici». Le classi dovrebbero essere miste, in modo che l'educazione segua un modello comune ai due sessi.
I contenuti dell'educazione da impartire seguono i valori tipici della classe borghese: la Wollstonecraft incoraggia la modestia e il lavoro, e depreca l'ozio aristocratico. A conferma di questa visione, ella ritiene che i proletari, i poveri, raggiunta l'età di nove anni, fatta eccezione degli scolari più dotati, debbano essere separati dai benestanti e frequentare altre scuole.

### I romanzi

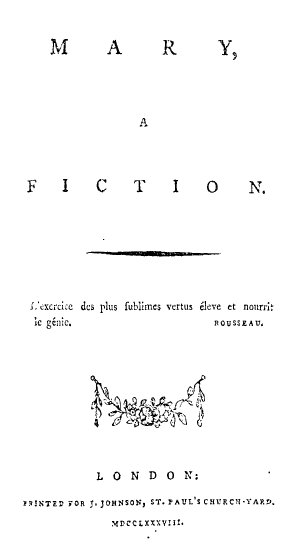
Mary: A Fiction, 1788

I due romanzi di Mary Wollstonecraft - Mary: A Fiction (1788) e Maria: or, The Wrongs of Woman, quest'ultimo incompiuto e pubblicato postumo nel 1798 - criticano il matrimonio, considerato un'istituzione patriarcale che ha deleteri effetti sulle donne. In Mary: A Fiction, la protagonista è costretta a un matrimonio di convenienza e senza amore né amicizia, e deve così cercare di realizzare i propri desideri d'amore e di affetto fuori di esso in due amicizie romantiche a appassionate con una donna e con un uomo. Alla conclusione del romanzo, l'eroina progetta di andare «per questo mondo, dove non bisogna sposarsi né essere offerta in matrimonio».
Maria: or, The Wrongs of Woman, considerato l'opera femminista più radicale della Wollstonecraft, è costruito sulla vicenda di una donna fatta internare dal marito in manicomio; come Mary, anche Maria si realizza fuori del matrimonio, nella relazione con una delle sue sventurate compagne e nell'amicizia con una delle guardiane. In nessuno dei due romanzi vi è traccia di matrimoni felici, per quanto nei Rights of Woman la scrittrice avesse almeno ammesso la necessità della loro esistenza.
Nei due romanzi si torna a criticare la teoria della «sensibilità», quella filosofia morale ed estetica tanto in voga alla fine del secolo. Mary è infatti un «romanzo della sensibilità» nel quale la Wollstonecraft tenta di utilizzare gli stessi stereotipi di quel genere letterario al fine di scalzare il sentimentalismo, una filosofia del sentimento dannosissima specialmente per le donne, che vengono incoraggiate a privilegiare le emozioni a danno della razionalità. Anche in Maria: or the Wrongs of Woman, l'indulgenza dell'eroina per le fantasie romantiche, favorite dalla lettura dei romanzi di moda, è descritta come particolarmente pregiudizievole per lo sviluppo della personalità..
Punto centrale dei due romanzi è l'amicizia tra donne: quella tra Maria e Jemima, basata su un legame quasi materno tra una donna di classe superiore e una donna del popolo, ha una particolare rilevanza nella storia della letteratura femminista, in quanto si ammette che donne di diversa estrazione sociale possano avere gli stessi interessi allorché siano in questione i diritti delle donne.

### Le «Lettere scritte in Svezia, Norvegia e Danimarca»
Le Letters written in Sweden, Norway, and Denmark, scritte in occasione di un viaggio compiuto da Mary nei tre paesi nordici nel 1795 e pubblicate l'anno dopo, sono in numero di venticinque e trattano di varie questioni: di controversi problemi politici, come la riforma delle prigioni, la proprietà fondiaria, il divorzio, e di soggetti di natura completamente diversa, come il giardinaggio, l'estrazione del sale o la vista di panorami naturali che ispirano l'idea del «sublime». Se le Lettere, nel loro insieme, possono sembrare appartenere al genere del diario di viaggio, in realtà sembrano far parte di un genere ibrido, anche se non tutti i critici condividono questo assunto.
Alcuni studiosi sottolineano come Mary Wollstonecraft abbia fuso il tema del viaggio con l'autobiografia e la memoria, parola con la quale Mary stessa presenta la sua raccolta, ed è stato notato altresì che l'opera sembra prendere la forma del romanzo epistolare. In effetti, nel libro si va dalle riflessioni autobiografiche alle fantasie sulla natura e alle teorie politiche. L'unità dello scritto è garantita da due elementi: le idee di Mary sulla natura e l'evoluzione della società, e un'impronta malinconica che caratterizza tutto il libro, e questa immagine di sofferenza finisce con l'imporsi al lettore.
Le Lettere si rifanno alle descrizioni di viaggi, con intenti morali, in voga nel Settecento, come The Traveller, or a Prospect of Society (1764) di Oliver Goldsmith, il A Sentimental Journey Through France and Italy (1768) di Laurence Sterne, A Journey to the Western Islands of Scotland (1775) di Samuel Johnson, The Journal of a Tour to the Hebrides (1785) di James Boswell e ai libri di viaggio di Arthur Young.

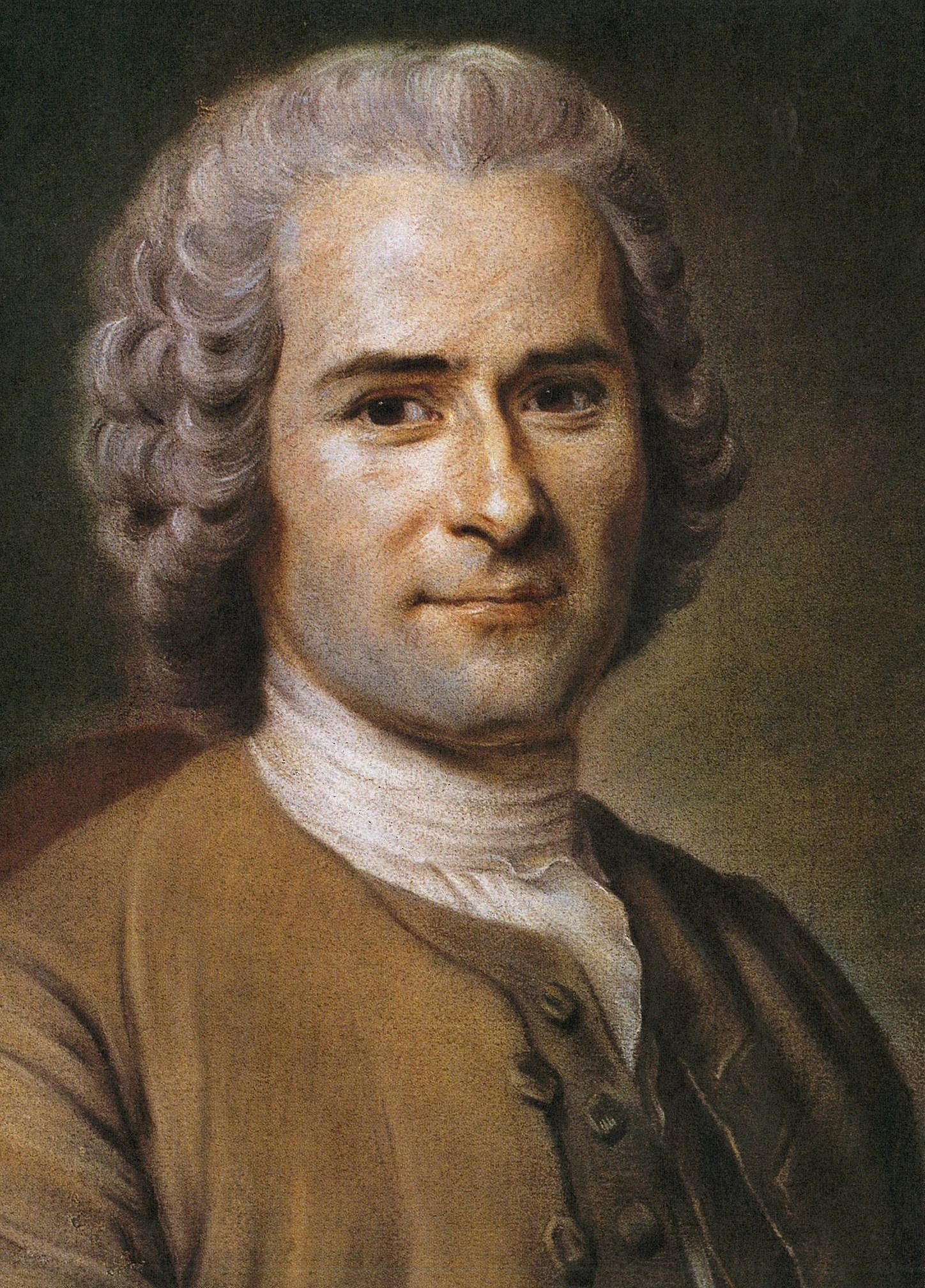
La Tour, Rousseau, 1753

Avendo infatti analizzato 24 libri di viaggio per conto della rivista «Analytical Review», nella quale lavorava, Mary Wollstonecraft conosceva bene questo genere: ella poté cristallizzare le idee sulle quali fondare un buon libro di viaggio; in una delle sue analisi, sosteneva che gli scrittori di viaggio devono avere «un'idea direttrice in testa, un obbiettivo di massima sul quale concentrare i propri pensieri e dirigere le proprie riflessioni», e questi libri non devono essere costituiti da « osservazioni isolate, non sostenute da alcun interesse, da nessun orientamento dominante nello spirito, senza i quali il libro mancherebbe di unità». I libri di viaggio devono contenere descrizioni dettagliate e attraenti di popoli e luoghi, riflessioni nelle quali lo spirito dell'osservatore vagabondi sulla storia, e la curiosità del narratore per i soggetti descritti deve essere pari a quella suscitata nel lettore.
«L'arte del viaggio è un ramo dell'arte del pensiero», scrive la Wollstonecraft. Il suo viaggio e i suoi commenti non sono soltanto sentimentali ma anche filosofici. Ella utilizza questi due aspetti per proseguire nella critica dei ruoli sociali attribuiti alle donne e del progresso della civiltà, già delineata nelle A Vindication of the Rights of Men, A Vindication of the Rights of Woman e nell'analisi contenuta in An Historical and Moral View of the French Revolution. Dopo aver rifiutato le convenzioni della scrittura politica e filosofica, Mary Wollstonecraft introduce il suo «femminismo rivoluzionario» in un genere fino ad allora riservato agli scrittori uomini, trasformando «l'insieme di fatti oggettivi e di impressioni individuali del viaggio [...] in una rivelazione autobiografica».
Il suo desiderio di approfondire e di cogliere pienamente ogni istante dell'esperienza del viaggio trova la sua origine nell'opera di Jean-Jacques Rousseau, in particolare ne Les Rêveries du promeneur solitaire Numerosi i temi russoiani: la ricerca delle fonti della felicità, il rifiuto dei beni materiali, l'impressione estatica data dalla natura, e il ruolo essenziale esercitato dal sentimento nella comprensione delle cose. Diversamente da Rousseau, tuttavia, che rifiuta i valori della moderna società civile, Mary Wollstonecraft celebra tanto i valori domestici quanto quelli del progresso industriale.
Anche l'influsso delle Confessioni di Rousseau, scritte nel 1782, è presente nel viaggio, fisico e psicologico, descritto nelle Letters. Le cose che Mary rivela di sé, presentate come «rivelazioni non premeditate», sono utili a offrire al lettore una personalità stabile e comprensibile, e a trasformare la sua condizione, in quel momento infelice a causa della compromessa relazione con l'Imlay, in una materia letteraria in grado di coinvolgere emotivamente il lettore.
Appoggiandosi largamente sul linguaggio filosofico del sublime, Mary ridefinisce i termini centrali del A Philosophical Enquiry into the Origin of Our Ideas of the Sublime and Beautiful (1757) del Burke. Questi privilegiava il sublime – associato con la virilità, la forza, il terrore, il timore sacro – rispetto al bello – associato con la femminilità, la passività, la delicatezza e la debolezza – mentre Mary Wollstonecraft associa il sublime con la sterilità e il bello con la fecondità. Questo cambiamento di prospettiva estetica è evidente, per esempio, nei numerosi passi consacrati al legame affettuoso di Mary con la piccola figlia Fanny: qui «bella» è la tipica virtù della donna, quella di essere madre.

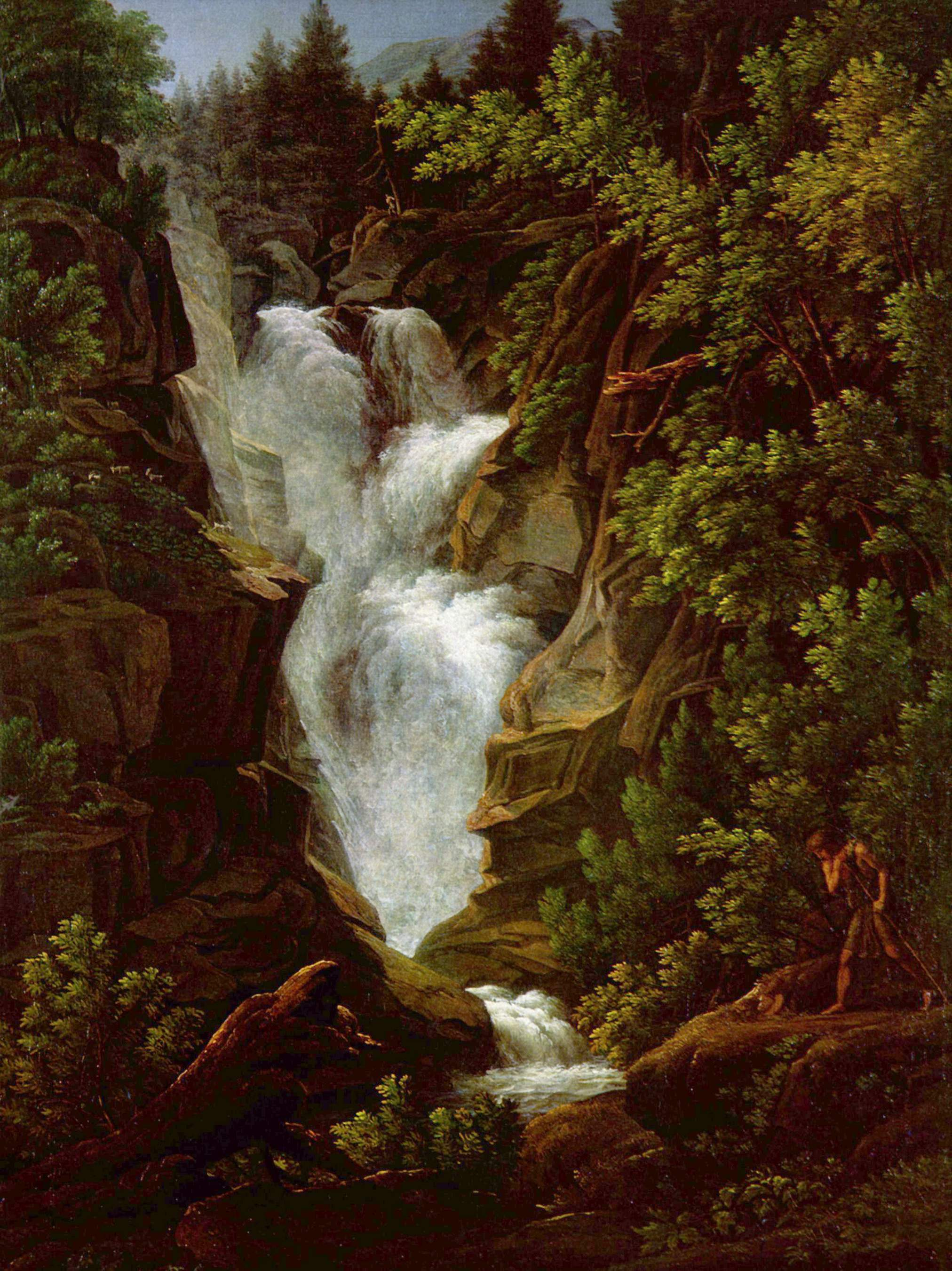
Joseph Anton Koch, Cascata, 1796

La Wollstonecraft rimette anche in discussione le tradizionali associazioni negative esistenti tra il sublime e la morte; i pensieri di morte, evocati per esempio da una cascata d'acqua, sono condotti a evocare le idee di rinascita e di immortalità:
Così come le sue altre manipolazioni del linguaggio del sublime, questo passo è fortemente segnato dal sesso dell'autore: essendo una donna, e perciò tenuta a tutte le restrizioni e ai condizionamenti giuridici e sociali che le sono imposte, ella può immaginare una qualche autonomia soltanto dopo la morte.

## L'eredità di Mary Wollstonecraft
Si è detto che «la vita di Mary Wollstonecraft ha, fino all'ultimo quarto del XX secolo, interessato i lettori molto più dei suoi scritti». A seguito della pubblicazione delle Memorie di Godwin, che la presentarono per quello che era, una donna inaccettabile per i conformisti della buona borghesia e dell'alta società, la reputazione di Mary Wollstonecraft scese per un secolo, messa quasi alla berlina da Maria Edgeworth, che prese a modello la sua figura rappresentandola nel personaggio «bizzarro» di Harriet Freke del suo romanzo Belinda (1801). Altre scrittrici come Mary Hays, Charlotte Turner Smith, Fanny Burney e Jane West misero in scena personaggi analoghi per impartire «una lezione di morale» alle loro lettrici. Le opere di Mary furono poco lette per tutto l'Ottocento perché «le sue critiche lasciano intendere o dichiarano che nessuna donna che abbia rispetto di sé leggerebbe i suoi scritti».

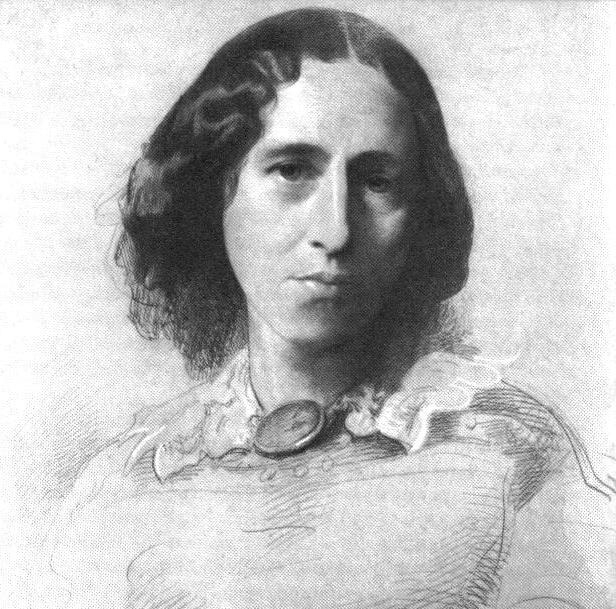
Samuel Laurence: George Eliot, 1860

Fuori dal coro si mise per la prima volta George Eliot, scrittrice prolifica che nel 1855 dedicò un saggio al ruolo e ai diritti delle donne, dove sono citate Mary Wollstonecraft e Margaret Fuller, la giornalista e attivista americana per i diritti delle donne che era stata in Europa, nel 1849 aveva partecipato alla difesa della Repubblica Romana e aveva avuto un bambino da un uomo che non sposò. Millicent Garrett Fawcett, una suffragetta poi presidente della National Union of Women's Suffrage Societies, scrivendo l'introduzione dei Rights of Woman pubblicata nella ricorrenza del centenario della loro prima edizione, rivalutava la memoria della Wollstonecraft presentandola come la prima combattente per il diritto di voto alla donne. Con l'emergere del moderno femminismo, anche Virginia Woolf ed Emma Goldman si volgono alla biografia di Mary Wollstonecraft celebrandone «le esperienze di vita».
In tanti ora descrivono e discutono della vita di Mary, le cui opere, però, continuano a essere sostanzialmente ignorate, finché dagli anni Sessanta del XX secolo i suoi scritti tornano finalmente in primo piano. La loro fortuna corrisponde all'ondata femminista durante la quale vengono pubblicate sei corpose biografie della scrittrice, presentandone «la vita appassionata che si giustappone al suo programma radicale e razionalista».. Mary Wollstonecraft è vista come una figura piena di paradossi, intrigante perché non corrispondente al femminismo contemporaneo, nel quale «il privato è politico». Nei decenni successivi emerge una nuova immagine di Mary, vista come prodotto della sua epoca e tuttavia viene rilevata la continuità del suo pensiero con le successive, storiche correnti femministe.
Nei primi anni del XXI secolo, l'opera di Mary Wollstonecraft viene ancora studiata: Ayaan Hirsi Ali, scrittrice politica, già musulmana e poi critica dell'Islam, in particolare per quanto attiene alla sua legislazione nei confronti delle donne, cita i Rights of Woman nella sua autobiografia Infidel, scrivendo di essersi «ispirata a Mary Wollstonecraft, pioniera del femminismo che diceva alle donne che esse avevano la stessa capacità di ragionare degli uomini e meritavano gli stessi diritti».

## Opere
- Thoughts on the Education of Daughters: With Reflections on Female Conduct, in the More Important Duties of Life, London, Joseph Johnson 1787
- Mary: a Fiction, London, Joseph Johnson 1788
- Original Stories from Real Life: With Conversations Calculated to Regulate the Affections and Form the Mind to Truth and Goodness, London, Joseph Johnson 1788
- Jacques Necker, Of the Importance of Religious Opinions, traduzione di Mary Wollstonecraft, London, Joseph Johnson 1788
- The Female Reader: Or, Miscellaneous Pieces, in Prose and Verse; selected from the best writers, and disposed under proper heads; for the improvement of young women, London, Joseph Johnson 1789
- Maria Geertruida van de Werken de Cambon, Young Grandison. A Series of Letters from Young Persons to Their Friends, traduzione di Mary Wollstonecraft, London, Joseph Johnson 1790
- Christian Gotthilf Salzmann, Elements of Morality, for the Use of Children; with an introductory address to parents, traduzione di Mary Wollstonecraft, London, Joseph Johnson 1790
- A Vindication of the Rights of Men, in a Letter to the Right Honourable Edmund Burke, London, Joseph Johnson 1790
- A Vindication of the Rights of Woman with Strictures on Moral and Political Subjects, London, Joseph Johnson 1792
- An Historical and Moral View of the French Revolution; and the Effect It Has produced in Europe, London, Joseph Johnson 1794
- Letters Written during a Short Residence in Sweden, Norway, and Denmark, London, Joseph Johnson 1796
- On Poetry, and Our Relish for the Beauties of Nature, «Monthly Magazine», aprile 1797
- Maria: or, the Wrongs of Woman, a cura di W. Godwin, London, Joseph Johnson, 1798 (postuma, incompiuta)
- The Cave of Fancy, a cura di W. Godwin, London, Joseph Johnson 1798 (postuma, frammenti)
- Letter on the Present Character of the French Nation, a cura di W. Godwin, London, Joseph Johnson 1798 (postuma)
- Fragment of Letters on the Management of Infants, a cura di W. Godwin, London, Joseph Johnson 1798 (postumo, incompiuto)
- Lessons, a cura di W. Godwin, London, Joseph Johnson 1798 (postume, incompiute)
- Hints, a cura di W. Godwin, London, Joseph Johnson 1798 (postumi, incompiuti)

### Traduzioni italiane
- I diritti delle donne - Edizione integrale, a cura di F. Ruggieri, Roma, Edizioni Q 2008 ISBN 9788890076541
- Sui diritti delle donne, a cura di B. Antonucci, Milano, Rizzoli 2008 ISBN 8817020834
- Scritti sulla Rivoluzione francese, a cura di R. A. Modugno, Soveria Mannelli, Rubbettino 2007 ISBN 8849817096
- Lettere scandinave, a cura di L. Pontrandolfo, Bari, Palomar di Alternative 2005 ISBN 8876002197
- Tempo di rivoluzioni. Sui diritti degli uomini e delle donne, a cura di C. Vivian, Santa Maria Capua Vetere, Spartaco 2004 ISBN 8887583366
- Lettere d'amore, a cura di R. Colombo e F. Ruggieri, Verona, Essedue 1983 ISBN 88-856-9703-8
- Lettere scritte durante un breve soggiorno in Svezia, Norvegia e Danimarca, a cura di Massimo La Torre, traduzione di Sofia Scerbo, Soveria Mannelli, Rubbettino 2011 ISBN 978-88-498-2930-3